# Guy Delaunay
Pas d'image ? Cliquez ici

a Compétitions nationales et continentales officielles uniquement.

b Matchs officiels uniquement.
Guy Delaunay, né le 24 septembre 1960, est un joueur de rugby à XIII.
Formé au XIII Catalan, il marque les années 1980 avec ce dernier en remportant plusieurs titres de Championnat de France (1982, 1983, 1984 et 1985) et de Coupe de France (1980). Il rejoint ensuite le club voisin de Saint-Estève s'y octroyant un nouveau titre de Championnat de France (1989).
Fort de ses performances en club, il est un joueur régulier de l'équipe de France en prenant part à la Coupe du monde 1985-1988 et 1989-1992.

## Biographie
Après sa retraite comme joueur, Delaunay travaille avec le SM Pia XIII puis, pour l'Union Treiziste Catalane.

## Palmarès
- Collectif :
  - Vainqueur du Championnat de France : 1982, 1983, 1984, 1985 (XIII Catalan) et 1989 (Saint-Estève).
  - Vainqueur de la Coupe de France : 1980 et 1985 (XIII Catalan).
  - Finaliste du Championnat de France : 1981[2] (XIII Catalan).
  - Finaliste de la Coupe de France : 1983 (XIII Catalan) et 1988 (Saint-Estève).